# Driulis González
Driulis González (n. 21 septembrie 1973, La Habana, Havana Province⁠(d), Cuba) este o sportivă ce a reprezentat Cuba, medaliată olimpică. A participat la 5 ediții ale Jocurilor Olimpice (1992, 1996, 2000, 2004, 2008) în care a câștigat o medalie de aur și o medalie de argint.